# My Suicide
(Archie Holden Buster Williams)
My Suicide (My Suicide) è un  film del 2008, diretto da David Lee Miller.
Opera seconda del regista, il film è una commedia per ragazzi, che affronta in maniera del tutto particolare i problemi della società attuale. Ha fatto incetta di premi in vari festival, come il Festival di Berlino e il Giffoni Film Festival. Il film è uscito a febbraio 2010 negli USA. In Italia non ha ancora una casa di distribuzione.

## Trama
Archibald Holden Buster Williams, da molti chiamato Archie, è un adolescente convulso e volutamente asociale, di 17 anni. Per il suo progetto finale del corso di cinematografia annuncia il suo suicidio davanti alla cinepresa provocando scalpore, ma soprattutto ammirazione da parte dei suoi coetanei. Così Archie attira su di sé l'attenzione di compagni, psichiatri dalla mente più contorta della sua e più di ogni cosa l'attenzione di Sierra, la ragazza più carina della scuola.

## Colonna sonora
Questi sono tutti gli artisti che si possono ascoltare nella colonna sonora del film: 
- Bright Eyes
- Radiohead
- Devendra Banhart
- My Morning Jacket
- Animal Collective
- Third Eye Blind
- Mark Mothersbaugh
- Blue October
- Daniel Johnston
- Wolfmother
- MGMT
- The Eels
- Tim Kasher
- The Pixies
- TV On The Radio
- Joanna Newsom
- Rocky Votolato
- The Mae Shi
- The Microphones
- The ATMA
- The Cinematic Orchestra
- Orphan Theater
- Alex Herron

## Riconoscimenti
- Orso di Cristallo al Festival di Berlino 2009: Miglior film Generazione +14
- Gran Premio della Giuria al GenArt Film Festival 2009: Miglior Film
- Premio del pubblico al GenArt Film Festival 2009: Miglior Film
- Outstanding Achievement in Filmmaking Newport Beach Film Festival 2009
- Youth Jury Award for Best FutureWave Feature Seattle International Film Festival 2009
- Miglior Lungometraggio al Giffoni Film Festival 2009, categoria Generator +16
- Gran Premio della Giuria al Giffoni Film Festival 2009, categoria Generator +16
- Premio del Pubblico al Giffoni Film Festival 2009
- Premio "My Movies" al Giffoni Film Festival 2009